# Landstingsvalen i Sverige 1918
Landstingsvalen i Sverige 1918 genomfördes 1918. Vid detta val valdes halva landstingen i samtliga län för mandatperioden 1918-1922.  Den andra halvan hade valts 1916 på ett fyraårigt mandat. Båda dessa mandatperioder avbröts dock av nyvalet i mars 1919. Valet påverkade också första kammarens sammansättning i ett val senare samma år. Som ett resultat av valen fick nya tre partier representation i landstingen; Sveriges socialdemokratiska vänsterparti, Jordbrukarnas Riksförbund och Bondeförbundet. Det förstnämnda lyckades också få ett mandat i första kammaren vid förstakammarvalen.
I valet tillämpades varken allmän eller lika rösträtt. Istället baserades röstetalen på medborgarnas inkomst vilket, som av tabellen framgår, ofta gynnade den politiska högern.

## Valresultat
| Parti                | Parti                                    | Antal röster     | Antal röster | Röstetal  | Röstetal | Röstetal | Mandatfördelning | Mandatfördelning | Mandatfördelning | Mandatfördelning |
| Parti                | Parti                                    | Antal            | %            | Antal     | %        | +−       | Valda 1918       | Kvar- stående    | Totalt           | +−               |
| -------------------- | ---------------------------------------- | ---------------- | ------------ | --------- | -------- | -------- | ---------------- | ---------------- | ---------------- | ---------------- |
|                      | Allmänna valmansförbundet                | 88 156           | 30,4         | 1 036 381 | 41,3     | -11,3    | 275              | 341              | 616              | -69              |
|                      | Frisinnade landsföreningen               | 79 136           | 27,3         | 552 636   | 22,0     | -2,4     | 143              | 152              | 295              | -30              |
|                      | Socialdemokraterna                       | 72 625           | 25,0         | 569 420   | 22,7     | +-0      | 123              | 121              | 244              | +8               |
|                      | Sveriges socialdemokratiska vänsterparti | 20 973           | 7,2          | 160 380   | 6,4      | +6,4     | 27               | 0                | 27               | +27              |
|                      | Jordbrukarnas Riksförbund                | 13 196           | 4,6          | 95 091    | 3,8      | +3,8     | 30               | 0                | 30               | +30              |
|                      | Bondeförbundet                           | 15 912           | 5,5          | 94 679    | 3,8      | +3,8     | 26               | (2)              | 28               | +28              |
|                      | Övriga                                   | 63               | 0,0          | 601       | 0,0      | —        | 0                | 0                | 0                | —                |
| Antal giltiga röster | Antal giltiga röster                     | 290 061          | 100,0        | 2 509 188 | 100,0    |          | 624              | 616              | 1 240            | -6               |
| Ogiltiga röster      | Ogiltiga röster                          | 5 462            |              |           |          |          |                  |                  |                  |                  |
| Totalt               | Totalt                                   | 295 523 (54,5 %) |              |           |          |          |                  |                  |                  |                  |